# Holidoteidae incertae sedis cochlearicornis
Holidoteidae incertae sedis cochlearicornis là một loài chân đều trong họ Holidoteidae. Loài này được Kussakin & Vasina miêu tả khoa học năm 1997.